# Васил Левски (област Пловдив)
Вижте пояснителната страница за други значения на Васил Левски.
Васил Левски е село в Южна България. То се намира в община Карлово, област Пловдив.

## География
Село Васил Левски (Митиризово) е прикътано в североизточния край на Карловското поле в самото подножие на Калоферския дял на Стара планина. На север от селото се намира планинска теснина, от която изтича буйната, пенлива река Неволя. Столетия наред тя скача тук от живописен водопад, като водата преминава през върволица естествени каменни корита, едно от които е с внушителни размери и е наречено „Мечешкият бент“. Селото е разположено по поречието на р. Неволя, която е ляв приток на р. Стряма. Най-северните къщи са разположени на 500 m надморска височина, а най-южните на 400 m надморска височина. Горската растителност в планинската част на землището е разнообразна. Преобладава дъбът, но тук се срещат леската, дрянът и др. В по-високата част горите са предимно букови и смесени.

## История
Край село Васил Левски през 1993 г.е открит древен тракийски град, възникнал в края на 6 век пр.н.е. и смятан за един от най-старите известни градове на траките. Археологическите разкопки започват през 2005.
На 2,5 километра североизточно от селото, в местността „Папратлива“, са открити останки от трикорабна църква от първата половина на V век.
Селото през времето на Второто българско царство е било доста по на север от сегашното си местоположение, в подножието на „Калето“. Явно то е оказало яростна съпротива на османските завоеватели и е било напълно унищожено. Разпръснало се на няколко малки махали, чиито имена не са запомнени. В 1576 г. е отбелязано в османски джелепкешански регистър под името „Мюдерислю“, а по-късно и като „Метериз“ (разночетенията са напълно възможни при изписването им с османо-турско писмо). Метериз на турски означава „окоп“. Коя е причината селището да получи това си название, не е ясна, но напълно възможна е хипотезата, че повод за това може да е дала преградната крепостна стена с окоп пред нея, открита от археолозите преди 30-ина години, която в годините на завоеванието да е била все още читава и използваема и тя да е дала името на селото.
На два-три пъти селото се мести, за да се установи на сегашното си място в края на XVIII век. През целият османски период жителите на Мюдерислю и съседното Карлово спорят за точните граници на землищата си, което предизвиква няколко инспекции от страна на местните власти и съответното издаване на надлежни султански фермани. Противоречията между двете села за точните граници на землищата им не стихват и споровете са наследени и разглеждани от административните власти в Източна Румелия, а по-късно и в Княжество България.

## Религии
християнство и мюсюлманство

## Културни и природни забележителности
Народно читалище „Никола Йонков Вапцаров 1906“ е културен център в село Васил Левски. Основано през 1906 г. с наименование „Пробуда“ от родолюбиви българи, тогавашни млади учители. В продължение на над 100 години читалището развива ползотворна културна дейност и допринася за съхраняването на фолклорните традиции. Към читалището функционират кукерски колектив, група за възрожденски песни, група за автентичен фолклор, състав за народни обичаи и детски танцов състав. Изградена е етнографска изложба „Завръщане към корена“ с голям брой автентични костюми и вещи от бита, използвани в ежедневието от нашите деди. Всяка година на „Заговезни“ в селото се провежда традиционен кукерски карнавал.Празник на селото се провежда всяка година на рождената дата на Васил Левски

## Личности
Починали във Васил Левски
- Дечо Бутев (1911 – 1943) – български партизанин
- Васил Гънчев (1921 – 1943) – български партизанин

## Други
На 14 юли 2007 г. в 20 часа в с. Васил Левски тържествено е открит бюст паметник на Васил Левски по случай 170-ата годишнина от неговото рождение.
Всяка година през месец май се провежда традиционният за селото мотокрос.

### Кухня
Традиционното ястие в селото е прочутият „левчански курбан“. Консумира се с вилица. Друг известен специалитет е баклава, която се нарязва така, че в готов вид наподобява красиво, златисто слънце.